# Klaas Drost
Klaas Drost (11 juni 1953) is een Nederlands voormalig voetballer. Hij speelde als verdediger. Hij debuteerde als 17-jarige in het eerste elftal van PEC. Hier zou hij tot 1986 blijven spelen, om daarna afscheid te nemen van het voetbal.
Op 27 april 1983 kwam Drost eenmalig uit voor het Nederlands olympisch voetbalelftal in een met 3-0 verloren kwalificatiewedstrijd voor de Olympische Zomerspelen 1984 in en tegen Roemenië.

## Carrièrestatistieken
| Seizoen         | Club            | Land            | Competitie      | Competitie | Competitie | Beker | Beker | Internationaal | Internationaal | Overig | Overig | Totaal | Totaal |
| Seizoen         | Club            | Land            | Competitie      | Wed.       | Dlp.       | Wed.  | Dlp.  | Wed.           | Dlp.           | Wed.   | Dlp.   | Wed.   | Dlp.   |
| --------------- | --------------- | --------------- | --------------- | ---------- | ---------- | ----- | ----- | -------------- | -------------- | ------ | ------ | ------ | ------ |
| 1970/71         | PEC             | Nederland       | Tweede divisie  | –          | 1          | 0     | 0     | 0              | 0              | 0      | 0      | –      | 1      |
| 1971/72         | PEC Zwolle      | Nederland       | Eerste divisie  | –          | 0          | 1     | 1     | 0              | 0              | 0      | 0      | –      | 1      |
| 1972/73         | PEC Zwolle      | Nederland       | Eerste divisie  | –          | 0          | 2     | 0     | 0              | 0              | 5      | 0      | –      | 0      |
| 1973/74         | PEC Zwolle      | Nederland       | Eerste divisie  | –          | 2          | 2     | 0     | 0              | 0              | 0      | 0      | –      | 2      |
| 1974/75         | PEC Zwolle      | Nederland       | Eerste divisie  | –          | 1          | –     | 1     | 0              | 0              | –      | 0      | –      | 2      |
| 1975/76         | PEC Zwolle      | Nederland       | Eerste divisie  | –          | 0          | 4     | 1     | 0              | 0              | 0      | 0      | –      | 1      |
| 1976/77         | PEC Zwolle      | Nederland       | Eerste divisie  | –          | 0          | –     | 0     | 0              | 0              | –      | 1      | –      | 1      |
| 1977/78         | PEC Zwolle      | Nederland       | Eerste divisie  | –          | 0          | 1     | 0     | 0              | 0              | 0      | 0      | –      | 0      |
| 1978/79         | PEC Zwolle      | Nederland       | Eredivisie      | 4          | 0          | 0     | 0     | 0              | 0              | 0      | 0      | 4      | 0      |
| 1979/80         | PEC Zwolle      | Nederland       | Eredivisie      | 28         | 1          | –     | 0     | 0              | 0              | 0      | 0      | –      | 1      |
| 1980/81         | PEC Zwolle      | Nederland       | Eredivisie      | 34         | 3          | –     | 0     | 0              | 0              | 0      | 0      | –      | 3      |
| 1981/82         | PEC Zwolle      | Nederland       | Eredivisie      | 23         | 0          | –     | 0     | 0              | 0              | 0      | 0      | –      | 0      |
| 1982/83         | PEC Zwolle '82  | Nederland       | Eredivisie      | 34         | 3          | –     | 0     | 0              | 0              | 0      | 0      | –      | 3      |
| 1983/84         | PEC Zwolle '82  | Nederland       | Eredivisie      | 9          | 0          | –     | 0     | 0              | 0              | 0      | 0      | –      | 0      |
| 1984/85         | PEC Zwolle '82  | Nederland       | Eredivisie      | 11         | 0          | –     | 0     | 0              | 0              | 0      | 0      | –      | 0      |
| 1985/86         | PEC Zwolle '82  | Nederland       | Eerste divisie  | 4          | 0          | –     | 0     | 0              | 0              | 0      | 0      | –      | 0      |
| Carrière totaal | Carrière totaal | Carrière totaal | Carrière totaal | –          | 11         | –     | 3     | 0              | 0              | –      | 1      | –      | –      |

## Erelijst
PEC Zwolle
| Nationaal      |    |         |
| Eerste divisie | 1x | 1977/78 |

## Na het voetbal
Na het voetbal werd hij eigenaar van zorgbedrijf Bureau Maatschappelijke Ondersteuning in Harderwijk. Op 4 november 2013 werd Drost gearresteerd op verdenking van fraude met beheerde gelden van zijn bedrijf.
In 2020 werd hij veroordeeld tot een taakstraf van 240 uur wegens frauderen met zorggeld. Zijn vrouw kreeg een taakstraf van 180 uur opgelegd door de rechtbank in Zutphen. Ook moet hun bedrijf een boete van 25.000 euro betalen.

## Trivia
- In het nieuwe stadion van PEC Zwolle is de zuid-tribune vernoemd naar Klaas Drost.